# Gelasium
| ❮ | System        | Serie      | Stufe              | ≈ Alter (mya) |
| - | ------------- | ---------- | ------------------ | ------------- |
| ❮ | Q u a r t ä r | Holozän    | Meghalayum         | 0 ⬍ 0,004     |
| ❮ | Q u a r t ä r | Holozän    | Nordgrippium       | 0,004 ⬍ 0,008 |
| ❮ | Q u a r t ä r | Holozän    | Grönlandium        | 0,008 ⬍ 0,012 |
| ❮ | Q u a r t ä r | Pleistozän | Tarantium          | 0,012 ⬍ 0,126 |
| ❮ | Q u a r t ä r | Pleistozän | Ionium (Chibanium) | 0,126 ⬍ 0,781 |
| ❮ | Q u a r t ä r | Pleistozän | Calabrium          | 0,781 ⬍ 1,806 |
| ❮ | Q u a r t ä r | Pleistozän | Gelasium           | 1,806 ⬍ 2,588 |
| ❮ | früher        | früher     | früher             | älter         |

Das Gelasium ist in der Erdgeschichte die unterste chronostratigraphische Stufe des Pleistozäns (Quartär). Bis zum Jahr 2006 wurde es als oberste Stufe des Pliozäns angesehen. Das Gelasium begann geochronologisch vor ungefähr 2,588 Millionen Jahren und endete vor ungefähr 1,806 Millionen Jahren und dauerte somit ca. 782.000 Jahre. Der Zeitabschnitt vor dem Gelasium heißt Piacenzium und wird dem Pliozän zugerechnet. Nach dem Gelasium begann das Calabrium.

## Namensgebung und Geschichte
Die namengebende Lokalität für diese Stufe ist die Stadt Gela (Prov. Caltanissetta) auf Sizilien, Italien. Die Stufe wurde 1994 von einer Gruppe italienischer Geowissenschaftler (Domenico Rio, Rodolfo Sprovieri, Davide Castradori und Enrico Di Stefano) vorgeschlagen.

## Definition und GSSP
Die Gauss-Matuyama-Grenze markiert eine Umpolung des Erdmagnetfeldes vor rund 2,588 Millionen Jahren. Hier wurde der genaue Zeitpunkt des Beginns des Gelasiums festgesetzt.
An dieser Grenze starben die kalkschaligen Kleinstlebewesen (Protozoen) Discoaster pentaradiatus und Discoaster surculus, die in den Schichten des vorausgehenden Piacenziums als Nannofossilien noch gefunden wurden, aus. Die obere Grenze ist die magnetische Polaritäts-Chronozone C2n (Olduvai) und der Aussterbehorizont der kalkigen Nannoplankton-Art Discoaster brouweri (Basis der Zone CN13). Etwas über der Grenze liegt das Erstvorkommen der kalkigen Nannofossilgattung Gephyrocapsa und der Aussterbehorizont der planktonischen Foraminiferenart Globigerinoides extremus. Der GSSP (globale Eichpunkt) des Gelasiums liegt am italienischen Monte San Nicola nahe dem sizilianischen Gela.

## Stellung des Gelasiums
Die International Union for Quaternary Research (INQUA, Internationale Union für Quartärforschung) forderte im Jahr 2006 die International Commission on Stratigraphy (ICS, Internationale Stratigraphische Kommission) auf, das Gelasium vom Pliozän in das nachfolgende Pleistozän zu verlegen. Auf diese Weise könnte das Pleistozän verlängert werden und sein Beginn mit dem Beginn des Eiszeitalters zusammenfallen. Dies wäre dann der Ansatzpunkt für eine neue Etablierung des Quartärs, das dann wieder, wie bis 2004, aus den Serien Pleistozän und Holozän bestehen würde. Im Juni 2009 ratifizierte das Exekutivkomitee des IUGS den Vorschlag, das Gelasium zum Pleistozän und damit zum Quartär zu stellen.

## Bedeutung
Im Gelasium, zu Beginn des Pleistozäns, begann die arktische Polkappe der Erde zu vereisen.
Dieses Ereignis markierte den Beginn eines neuen Eiszeitalters, des Känozoischen Eiszeitalters (Quartärs), das mit seinem Wechsel von Kaltzeiten und Warmzeiten bis heute anhält.